# Folkets Röst (Bollebygd)
Folkets Röst är ett lokalt politiskt parti i Bollebygds kommun, som bildades inför valet till kommunfullmäktige 2014.  Folkets Röst är inte vare sig höger- eller vänsterorienterat utan får sägas vara tvärpolitiskt med fokus på sakfrågor. 
I valet till kommunfullmäktige i Bollebygds kommun 2014 fick Folkets Röst 7,57 procent av rösterna och därmed två mandat i kommunfullmäktige.
I valet till kommunfullmäktige 2018 fick partiet 15,30 procent av rösterna vilket resulterade i fem mandat i kommunfullmäktige. Efter valet bildades en ny majoritet med Folkets Röst och de fyra borgerliga partierna.
På kommunfullmäktiges sammanträde den 15 november 2018 valdes Michael Plogell från Folkets Röst till ordförande i kommunstyrelsen för mandatperioden 2018-2022 och blev därmed kommunalråd på heltid. Folkets Röst blev också representerat i samtliga nämnder i kommunen: Samhällsbyggnadsnämnden, Socialnämnden, Utbildningsnämnden, Valnämnden och Jävsnämnden.
I valet 2022 gick Folkets Röst tillbaka till 11,52 procent. En ny majoritet bildades och Folkets Röst blev åter ett oppositionsparti.